# Olle Ljungström
Lars Olof Gustaf Ljungström, känd som Olle Ljungström, född 12 augusti 1961 i Riala församling i Stockholms län, död 4 maj 2016 i Erska distrikt i Sollebrunn, var en svensk sångare, gitarrist och låtskrivare. 
Ljungström inledde sin karriär som sångare och gitarrist i bandet Reeperbahn (1979–1984) och gick sedan via duon Heinz & Young till att från 1993 verka som soloartist. Han medverkade även på flera andra svenska bands skivor, däribland Wilmer X och Webstrarna, och gjorde ett antal duetter. På 2000-talet samarbetade han i olika projekt med konstnärer som Ernst Billgren och Pål Hollender. 
1995 vann Ljungström musikpriset Rockbjörnen som årets manliga svenska artist. Ljungström skrev mycket säregna låttexter; i en recension skrev Malena Rydell 2009 "... det finns ingen som kan ironisera bort ångest med sådan svalka som Olle Ljungström. Han är ångesthanteringens popmaestro."

## Biografi

### Uppväxt
Olle Ljungström växte upp på Björkholmen nära Svartsö i Stockholms skärgård. Han var son till tillsyningsmannen Anders Ljungström och journalisten Misse Ljungström, ogift Bergne, samt sonson till juristen Olof Ljungström och sondotterson till Frithiof Bergne. Fadern var 20 år och modern 18 när Ljungström föddes.
Ljungström började spela gitarr redan före lågstadiet och bland annat lärde Misse honom ackorden till Paul Ankas låt "Diana". Han visade tidigt intresse för litteratur och ska under tonåren ha läst flitigt, bland annat Dickens, Hemingway, Steinbeck och Douglas Adams.

### Tiden med Reeperbahn
Huvudartikel: Reeperbahn

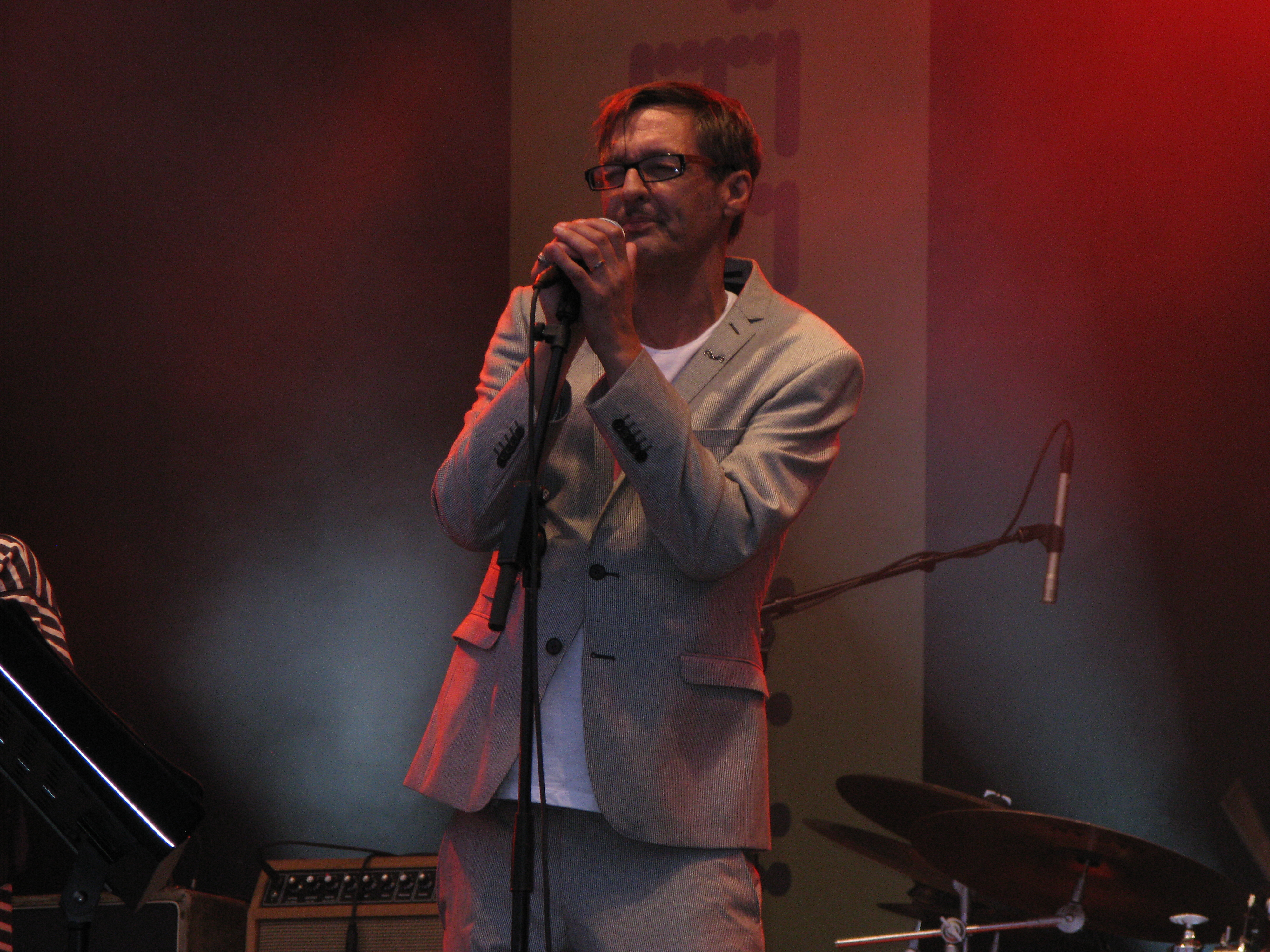
Olle Ljungström i Varberg, augusti 2010 under konserten Forever Young.

Ljungström började sin karriär som musiker redan i 16-årsåldern, när han år 1977 tillsammans med några kompisar bildade bandet Rotten Group. Bandet ändrade sedan namn till Lesbian Hardcore, men hade valt namnet Reeperbahn när de gjorde sina första professionella spelningar år 1978, bland annat vid Långholmsparken. Reeperbahn släppte sitt första album november 1979. I början var gruppen framförallt influerade av artister som The Rolling Stones och T. Rex.
Reeperbahn hittade inte sin ljudbild omedelbart. I början sjöng de exempelvis på både engelska och svenska. Före genombrottet 1981 med albumet Venuspassagen hade bandet dock hittat stilen, då de börjat använda synthar vid sidan om gitarrerna och sjöng uteslutande svenska texter. Under de första åren delade Ljungström gruppens låtskrivaruppgift tillsammans med Dan Sundquist, men hamnade allt mer i centrum när den sistnämnde lämnade gruppen 1982. Sedan släppte Reeperbahn skivorna Peep-Show och Intriger (båda 1983) innan bandet upplöstes efter en sommarturné 1984. Bandet återförenades dock vid två tillfällen under Ljungströms livstid, först 1986 på första Hultsfredsfestivalen och sedan på Forever Young-turnén 2010.
Under sina år med gruppen Reeperbahn på 1970- och 80-talet spelade Ljungström oftast gitarr även på scenen vid sidan om att han sjöng. En recensent beskrev Ljungströms gitarrspel, efter en konsert år 1982, som "rivigt, intensivt och brutalt."
Under 1983 medverkade Reeperbahn-medlemmarna i Staffan Hildebrands ungdomsfilm G – som i gemenskap, där de spelade ett fiktivt band, Nürnberg 47. Ljungström har senare erkänt att han och övriga bandmedlemmar inte var särskilt entusiastiska om Hildebrands film: "Vi var inte särskilt stolta över att vara med i filmen då för den kändes för dum. Jag tillhörde väl inte målgruppen om man säger så."
Några månader innan Reeperbahn upplöstes bildade Ljungström, tillsammans med vännen Heinz Liljedahl från Ratata, bandet Heinz & Young. Projektet blev kortvarigt men de hann släppa albumet Buzzbuzzboys... (1984).
Tidigt på 1980-talet gjorde Ljungström även några spelningar tillsammans med Martin Sörling under gruppnamnet Sexophones.

### Solokarriären

#### 1990-talet
Efter Heinz & Young tog Ljungström ett längre uppehåll från musiken. Han gick reklamskolan Berghs School of Communication och arbetade under några år som copywriter. Han arbetade dessutom som fotomodell under en period, och studerade litteraturvetenskap. Ljungström bidrog dock på något enstaka musikprojekt även under andra hälften av 1980-talet; han skrev texter och producerade några låtar åt musikgruppen Zoo som släpptes som singlar.
Sommaren 1992 gjorde Ljungström comeback som artist, den här gången som soloartist, när han spelade på Hultsfredfestivalen med en handfull nyskrivna låtar. I april 1993 släpptes albumet Olle Ljungström på Telegram Records. Ljungström började göra musik igen efter att han sjungit duett i Webstrarnas sång "Vänner för livet" 1992. I en intervju med Sydsvenskan uttalade Ljungström flera år senare: "Före Webstrarna hade jag inte en tanke på en solokarriär. Jag var reklamare och fotomodell, musikbranschen var för mig Piss Factory number one. Att syssla med musik var meningslöst. Tanken på att åter bli låginkomsttagare hade inte lockat mig." Ljungström betonade dock också, i en tidigare intervju, att hans comeback inom musiken även berodde på att han "återigen kände att [han] hade något att berätta." Dessutom hade reklamföretaget där Ljungström arbetade gått i konkurs 1991–1992.
Precis som under Reeperbahn-tiden skrev Ljungström som soloartist sina egna texter, som var på svenska – frånsett några få coverlåtar. Musiken, som huvudsakligen var traditionell rock-pop, komponerades i nära samarbete med Heinz Liljedahl under hela 1990-talet och till och med år 2002. I de flesta fall stod helt och hållet Liljedahl för musiken på Ljungströms låtar under den här tiden. Ljungström ska dock ha komponerat ett fåtal låtar på egen hand, exempelvis "Trädgård" (1993), "Nåt för dom som väntar" (1998), "Saker som jag samlat på" (1998) och "Du ska bli min" (2000). Musikaliskt var Ljungström och Liljedahl influerade av Neil Young och Creedence Clearwater Revival. Ljungströms låttexter har beskrivits som "dubbelbottnade och lätt surrealistiska."
Första soloalbumet följdes av albumen Världens räddaste man (1994), Tack (1995), Det stora kalaset (1998), En apa som liknar dig (2000) och Syntheziser (2002). Ljungström var även flitig på konsertscenerna under dessa år. Han uppträdde ett antal gånger på Hultsfredsfestivalen, och turnerade regelbundet. Som soloartist etablerade han sig snabbt och mottog genomgående positiva recensioner under 1990-talet. Om Ljungströms första soloalbum från 1993 skrev till exempel Lars Lindström i Expressen: "Jag vet inte om det finns plats för en så uppenbar begåvning som Olle Ljungström i 90-talets Sverige. Men det borde göra det. Och vi borde vara rädda om honom."
Ljungström bidrog också med låtar i andra sammanhang. Till exempel gjorde han 1998 en cover på Cornelis Vreeswijks sång "Balladen om all kärleks lön" på hyllningsalbumet Den flygande holländaren 2. Våren 1995 deltog Ljungström som panelmedlem i säsong 1 av tv-programmet Knesset på ZTV. Samma år vann han Rockbjörnen som "årets manliga svenska artist", och han nominerades även i kategorin "årets textförfattare". 1999 fanns Olle Ljungström med på Aftonbladets lista över "århundradets 50 bästa svenska artister" (30:e plats). Han medverkade även i den svenska versionen av filmen Asterix och Obelix möter Caesar (1999), som rösten åt figuren Trubadix.

#### Oslooch 2000-talet
Mot 1990-talets slut bildade Ljungström bandet Oslo tillsammans med konstnären Ernst Billgren och Heinz Liljedahl. Gruppen gjorde några spelningar och släppte även singeln "Bellmannen" hösten 2001, men lades sedan ner våren 2003.
Efter sjätte soloalbumet Syntheziser förekom Ljungström mer sällsynt i media under några år. Ungefär samtidigt med att skivan släpptes, åkte han till Afghanistan för att medverka i Pål Hollenders film United States of Afghanistan, och detta fick som följd att han skadades under en terrorattack; en bomb exploderade på torget utanför Ljungströms hotellrum medan han stod i fönstret och filmade med sin kamera. Sommaren 2004 lär Ljungström och Liljedahl haft planer om att spela in ett nytt album och Ljungström drog även ut på turné vid samma tid, men planerna om nytt album ledde ingenstans den här gången och lades slutligen ner. Syntheziser förblev Ljungström och Liljedahls sista skiva ihop.
2005 medverkade Ljungström på Frondas låt "Miljoner Indianer". Samma år skrev och framförde han några låtar i samband med teaterföreställningen Krig hela tiden av Marcus Birro. Låtarna fanns även med på albumet R U Sockudåpad? som gavs ut året därpå och var ett samarbetsprojekt tillsammans med Stry Terrarie (Ebba Grön, Imperiet med flera). Förutom dessa projekt hördes inte så mycket om Ljungström under några år. Han uppmärksammades dock hösten 2008, efter flera års relativ frånvaro från offentligheten, när hyllningsskivan Andra sjunger Olle Ljungström släpptes. Skivan blev gjort efter initiativ från producenten Robert Qwarforth, och de som medverkade var Kents vokalist Joakim Berg, Love Olzon, Thomas Di Leva, Sara Isaksson, Alf, Lisa Miskovsky, Eric Gadd, Ane Brun och Emil Jensen, Andreas Mattsson, Uno Svenningsson, Tomas Andersson Wij och Bo Sundström.
Samtidigt som hyllningsskivan släpptes florerade rykten om att Ljungström själv höll på att spela in sitt sjunde studioalbum, det första sedan Syntheziser (2002). Resultatet blev skivan Sju som släpptes den 4 mars 2009. 14 nya låtar hade spelats in tillsammans med producenten Torsten Larsson, varav en av låtarna, "Hjältar", är en duett med Anna Järvinen. Alla låtar hade utgått från akustiska gitarrer spelade av Ljungström och Larsson, varpå allehanda musiker och grannar hade gästspelat genom inspelningsprocessen. Sju var det första soloalbum Ljungström gjorde där hans tidigare samarbetare Liljedahl ej medverkade.
Under vintern 2009 visades dokumentären En film om Olle Ljungström på SVT och biografer, som regisserats av vännen Jacob Frössén. I filmen sammanfattar Ljungström sitt liv med dessa ord: "Att få allt man åtrår men inte kunna njuta av det". Ljungström genomförde även en efterlängtad liveturné under detta år.

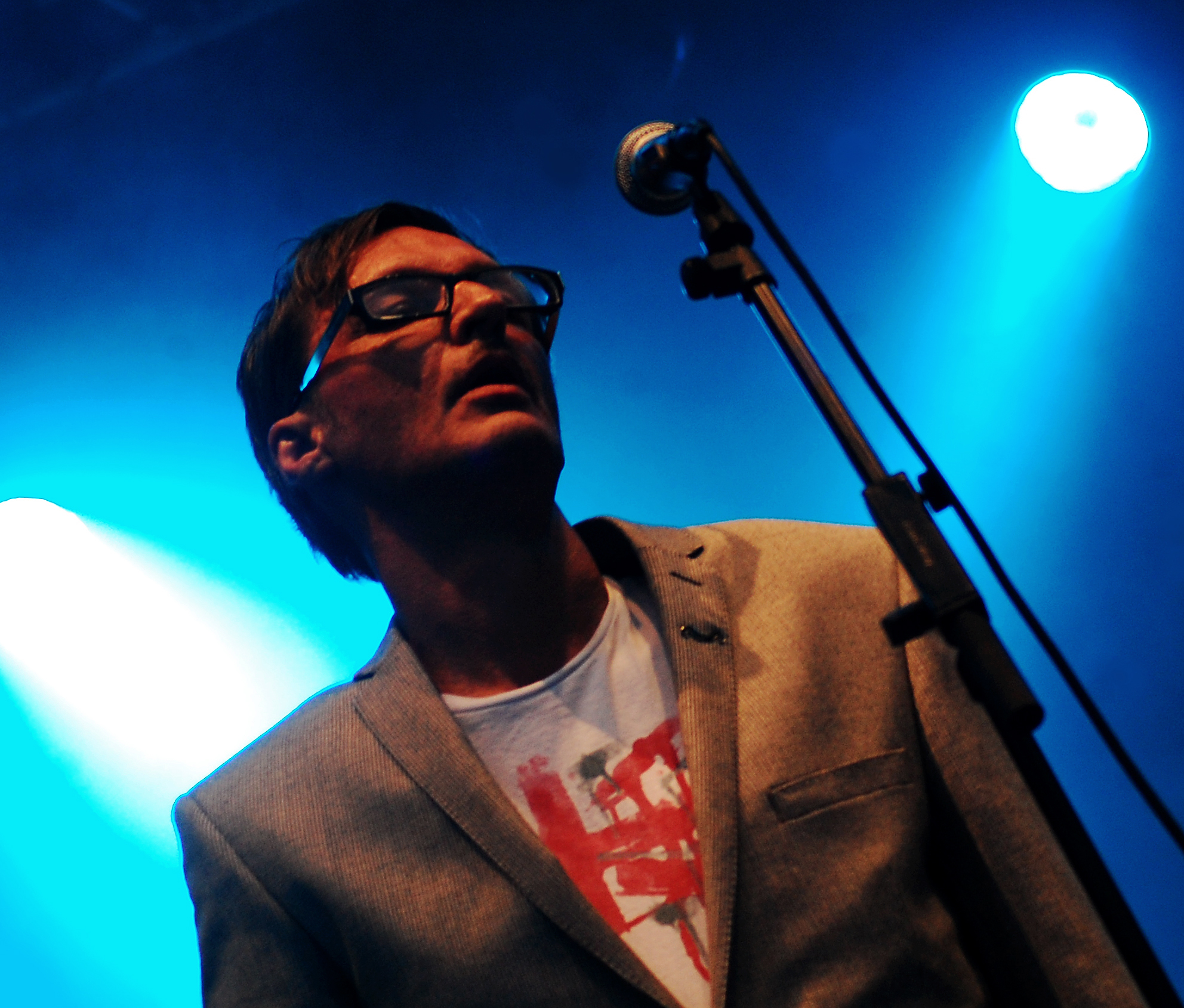
Olle Ljungström under Forever Young-turnén 2010.

December 2009 nominerades Ljungström som en av nio kandidater till en Grammis som "årets manliga artist". Han kom dock inte med bland de fem finalisterna. Hans tolkning av Carl Michael Bellmans "Vila vid denna källa" i IQ:s alkoholkampanj utnämndes till årets reklamlåt 2009.

#### 2010-talet
Mars 2010 återsläpptes Ljungströms fem första soloalbum i samlingsboxen Original Album Series hos Warner Music Group. Augusti 2011 tilldelades Ljungström Cornelis Vreeswijk-stipendiet. Ungefär samtidigt gavs en biografi om Ljungström ut, Jag är både listig och stark, på Norstedts förlag. Sommaren 2012 medverkade Ljungström, tillsammans med bland andra Magnus Uggla, i den tredje säsongen av TV4:s produktion Så mycket bättre. Programmet sändes 27 oktober – 25 december 2012.
26 december 2012 gav Warner Music ut albumet Så mycket Olle Ljungström, en dubbel-CD som innehöll både hans låtar från Så mycket bättre och ett urval äldre hittar. 27 mars 2013 gav Ljungström ut sitt åttonde album som soloartist, Släng in en clown. På albumet hade han återigen samarbetat med Torsten Larsson. Samma år begav han sig även på en vår- och sommarturné.
Oktober 2013 medverkade Ljungström i TV-programmet Moraeus med mera med ett par låtar. 27 december samma år utnämndes han som en av "årets 10 mest spelade låtskrivare" i Sverige (nionde plats), tack vare Darins cover på låten "En apa som liknar dig" i Så mycket bättre.
Ett av de sista officiella projekt som Ljungström genomförde före sin död var en fotoutställning på Landskrona Fotofestival i augusti 2015.

### Den sista tiden
Ljungström bodde från 2008 fram till sin död i Gräfsnäs i Alingsås kommun. Natten till 4 maj 2016 hittades han död i sin bostad. Ljungström avled till följd av långvarig sjukdom; han led av diabetes och en leversjukdom, som påverkats av att hans liv stundom kantats av missbruk. Fram till sin död hade han fortsatt att skriva låtar, och hösten 2017 gjordes det klart att hans nionde studioalbum, Måla hela världen, skulle ges ut postumt 8 december, 1,5 år efter hans bortgång. Hans producent på senare år, Torsten Larsson, lär ha färdigställt albumets elva spår några månader efter Ljungströms död.[källa behövs]

## Privatliv och konstnärskap
Vid sidan om musiken verkade Ljungström även som bildkonstnär under senare år, främst som tecknare och målare, och medverkade på enskilda utställningar i Sverige. 
Ljungström var 1990–1995 gift med manusförfattaren Josefine Broman, som är dotter till reklammannen Gunnar Broman och Lis, ogift Jonsson. Han var därefter i en relation med musikern Rebecka Törnqvist under några år på 1990-talet. Ljungström bodde största delen av sitt vuxna liv i Stockholm men 2008 flyttade han till Alingsås kommun.

## Betydelse och eftermäle
Rockgruppen Kents sångare Joakim Berg har omtalat Ljungström som "en av Sveriges extremt få genialiska rockstjärnor" och en inspirationskälla. Rockjournalisten på Aftonbladet Markus Larsson uttalade, vid Ljungströms död i maj 2016, att Ljungström "gav svensk pop- och rockmusik en ny språkdräkt och lite annorlunda melodier och ett annorlunda sätt att sjunga på."
Vännen och medmusikern Heinz Liljedahl ansåg att Ljungström "banade väg för artister som Jocke Berg och Håkan Hellström."
Artisten Ulf Stureson har omtalat Ljungström från Reeperbahn-tiden som sin "stora idol i tonåren," trots att Stureson och Ljungström var jämngamla.

## Diskografi

### Solo - studioalbum
- 1993 – Olle Ljungström
- 1994 – Världens räddaste man
- 1995 – Tack
- 1998 – Det stora kalaset
- 2000 – En apa som liknar dig
- 2002 – Syntheziser
- 2009 – Sju
- 2013 – Släng in en clown
- 2017 – Måla hela världen

### Solo - EP / samlingsalbum
- 1997 – Nåt för dom som väntar (EP) (EP)
- 2001 – Bäst
- 2012 – Så mycket Olle Ljungström

### Solo - Livealbum
- 2021 – Live 2013

### Solo - singlar / maxi
- 1993 – Jesus kan
- 1993 – Hur långt kan det gå?
- 1993 – Minns i november
- 1994 – Vatten, sol och ängar (promo)
- 1994 – Robert Mitchum (promo)
- 1995 – Som du
- 1995 – Överallt
- 1995 – Bara himlen ser på
- 1996 – Norrländska präriens gudinna
- 1997 – Nåt för dom som väntar
- 1998 – Jag och min far
- 1998 – Somnar om (maxi)
- 1998 – Det betyder ingenting
- 1999 – Happy End
- 2000 – En apa som liknar dig
- 2000 – Sthlm, Sthlm
- 2000 – Jag och Sverige
- 2001 – Du sköna värld
- 2002 – Hey, Hey!
- 2002 – Feber
- 2002 – Sveriges sista cowboy
- 2009 – Försökskanin
- 2009 – Vila vid denna källa
- 2013 – Världen är så mycket bättre nu
- 2013 – Han kommer förbi (Remixen)
- 2017 – Världens renaste häxa
- 2019 – Nu är julen slut

### Reeperbahn - studioalbum / EP / samlingsalbum
- 1979 – Reeperbahn
- 1980 – Reeperbahn EP (EP)
- 1981 – Venuspassagen
- 1982 – Samlade singlar
- 1983 – Peep-Show
- 1983 – Intriger

### Reeperbahn - singlar
- 1979 – Havet ligger blankt
- 1979 – The No. 1 Disco Hit (Disco Made Me Crazy)
- 1980 – Lycklig
- 1981 – Till: mitt liv
- 1982 – Dansar
- 1982 – Marrakech
- 1983 – Det vackra livet

### Övriga album / bidrag
- 1983 – Rum (LP av artisten Niels Jensen, Ljungström gästsångare och gitarrist)
- 1984 – Buzzbuzzboys... (som Heinz & Young tillsammans med Heinz Liljedahl)
- 1985 – Do It (maxi-singel av gruppen Zoo med bl.a. Idde och Irma Schultz, Peter Korhonen m.fl., Ljungström producent tillsammans med Johan Vävare)
- 1986 – 33 kulor i bröstet (2-spårs singel av Zoo, Ljungström har skrivit titellåten tillsammans med Peter Von Gegerfelt, dessutom producerat)
- 1989 – Mitt Eget Zoo (ännu en 2-spårs singel av Zoo, Ljungström har skrivit båda låtars texter, spår 2 tillsammans med Peter Von Gegerfelt)
- 1990 – Kärleken tur & retur (gruppen Be-Bops första album, Ljungström gästgitarrist på låtarna "Hon vill veta mer" och "Tänker som jag")
- 1992 – Mellan måndag och tisdag (gruppen Webstrarnas tredje album, Ljungström sjunger duett på låten "Vänner för livet")
- 1992 – Absolut Hultsfred (samlingsalbum med olika svenska artister, Ljungström medverkar med cover-låten "Another Girl, Another Planet")
- 1994 – Vilda fåglar: Sånger om barn (Ljungström medverkar med låten "Bara ett barn" samt covern "Det gåtfulla folket" med Titiyo)
- 1994 – Hobby (album av David Shutrick, Ljungström har skrivit text till låtarna "Smulor av dig" och "Vardag i Vardagsrummet")
- 1995 – Hallå världen (Wilmer X och Ljungström sjunger duett på låten "Jag är bara lycklig när jag dricker")
- 1995 – Soff i Propp - Proppiversum på 68 minuter (album med div. artister, Ljungström framför låten "Fiskpinnarnas marsch")
- 1995 – Idde Schultz (soloalbum av Idde Schultz, Ljungström har skrivit låten "(Du var) allt jag ville ha" tillsammans med Andreas Mattsson)
- 1996 – 12 Standards (Jazz-skiva av bandet Stora Stygga, Ljungström tolkar låten "My Funny Valentine")
- 1996 – Temper (musikalbum av Camilla Henemark, Ljungström sjunger duett på låten "Twin Souls")
- 1998 – Den flygande holländaren 2 (Ljungström tolkar låten "Balladen om all kärleks lön")
- 2001 – Plura 50, en hyllningsplatta (hyllningsalbum till Plura Jonsson, Ljungström tolkar låten "Vilken underbar värld")
- 2001 – Bellmannen / Mulle (Instrumental) (2-spårs singel av Ljungström, Heinz Liljedahl och Ernst Billgren under gruppnamnet Oslo)
- 2002 – Å vi e AIK (samlingsalbum med AIK-sånger, Ljungström medverkar på titelspåret tillsammans med Niklas Strömstedt m.fl.).
- 2004 – Kommissarie Tax - Tio låtar och ett mysterium (musikalbum av Elsie Petrén, Ljungström sjunger låten "Min snuttefilt", och spelar även gitarr)
- 2005 – Händ (Jonny Kocks debutalbum, där Ljungström sjunger duett på låten "Olle Ljungströms självbiografi")
- 2005 – Livet genom en pansarvagnspipa (Ljungström sjunger duett med hiphopmusikern Fronda på låten "Miljoner Indianer", och han ska även ha skrivit delar av låttexten)
- 2006 – R U Sockudåpad? (tillsammans med Stry Terrarie och Marcus Birro)
- 2009 – Cohen - The Scandinavian Report (hyllningsalbum till Leonard Cohen, Ljungström tolkar låten "Chelsea Hotel #2")
- 2009 – Meningen med livet (musikalbum av Bröderna Lindgren, Ljungström sjunger låten "Kasta iväg mig")
- 2010 – Svenska tjejer (album av Kristian Anttila, Ljungström gästar låten "Josefin")
- 2011 – DVD! de 9 bästa låtarna i världen som någonsin gjorts (musik-DVD med nyinspelningar på äldre Olle Ljungström-låtar)
- 2013 – Kom ut ikväll! Mauro Scocco 50 (en hyllning) (Ljungström och Heinz Liljedahl framför cover-låten "För varje dag" som Heinz & Young)

## Priser och utmärkelser
- 1995 – Rockbjörnen som "Årets manliga svenska artist"
- 2009 – Resumé - Årets reklamlåt för tolkningen av Bellmans "Hvila vid denna källa"
- 2011 – Cornelis Vreeswijk-stipendiet